# والتام-آن-د-ورلدز
والتام-آن-د-ورلدز (به انگلیسی: Waltham on the Wolds) یک روستا در بریتانیا است که در انگلستان واقع شده‌است. والتام-آن-د-ورلدز ۹۶۷ نفر جمعیت دارد.